# Aphonomorphus diversus
Aphonomorphus diversus är en insektsart som först beskrevs av Walker, F. 1871.  Aphonomorphus diversus ingår i släktet Aphonomorphus och familjen syrsor. Inga underarter finns listade i Catalogue of Life.